# ハルティ (ダロッド)
ハルティ(Harti、Haartii, 「強き人」の意) (ソマリ語: Xaarti, アラビア語: هارتي) とはソマリ族・ダロッドの一支族。ハーティとも読まれる。ハルティ支族はダルバハンテ(Dhulbahante)、Kaskiqabbe、LiibanGashe、マジェルテーン、Geesaguule、ワルサンガリ(Warsangali)、Mooracaseの支族にさらに分かれる。

## 人物

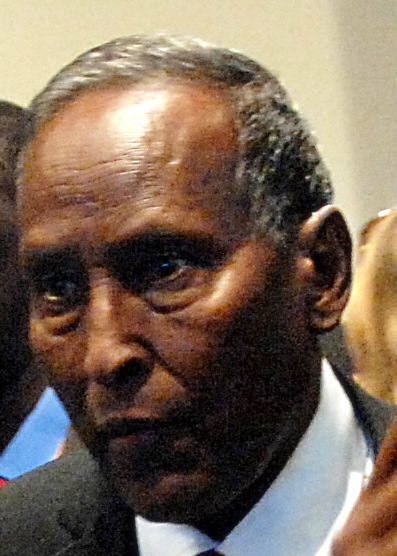
アブドゥラヒ・ユスフ

- アブドゥルカウィ・アハメド・ユスフ - 2009年2月6日、 国際司法裁判所裁判官に就任。
- アブドゥラヒ・ユスフ - ソマリア前大統領
- アブドゥルラフマン・モハムード・ファロレ - プントランド大統領
- オマル・アブディラシド・アリ・シルマルケ - ソマリア首相